# Heathen Chemistry Tour
Tournées par Oasis
The Tour of Brotherly Love 
 (2001) Don't Believe the Truth Tour 
 (2005-2006)
Le Heathen Chemistry Tour est une tournée mondiale du groupe de rock alternatif anglais Oasis qui s'est déroulée en 2002 à la suite de la sortie de leur cinquième album studio Heathen Chemistry.

## Programme
1. Fuckin' in the Bushes
2. Go Let It Out
3. Columbia
4. Morning Glory
5. Acquiesce
6. Force of Nature
7. Supersonic
8. Fade Away
9. The Hindu Times
10. Gas Panic!
11. Hung in a Bad Place
12. Live Forever
13. Don't Look Back in Anger
14. Cigarettes and Alcohol
15. Little by Little
16. Rock 'n' Roll Star
17. Champagne Supernova
18. Better Man
19. Born on a Different Cloud
20. My Generation (Reprise de The Who)

Les chansons Wonderwall et Songbird, très attendues par le public ne sont pas dans la setlist. Ainsi, vers la fin de la tournée, le groupe les jouaient en acoustique. Hello, Stop Crying Your Heart Out, D'You Know What I Mean? et Some Might Say étaient aussi souvent joué, et I Am the Walrus des Beatles remplaçait parfois My Generation.

## Premières dates européennes
- 5 février : Watford Colosseum - Watford (Royaume-Uni)
- 6 février : Royal Albert Hall - Londres (Royaume-Uni)
- 10 février : Columbiahalle - Berlin (Allemagne)
- 26 avril : The Joint - Las Vegas (États-Unis)
- 28 avril : Empire Polo Club - Indio (États-Unis)
- 17 juin : Le Transbordeur - Lyon (France)
- 19 juin : Razzmatazz - Barcelone (Espagne)
- 21 juin : Vox Club - Modène (Italie)
- 24 juin : Columbiahalle - Berlin (Allemagne)
- 26 juin : Circus - Stockholm (Suède)
- 29 juin : Odyssey Arena - Belfast (Irlande)
- 30 juin : Odyssey Arena - Belfast (Irlande)
- 2 juillet : Arena - Hull (Royaume-Uni)
- 3 juillet : Arena - Hull (Royaume-Uni)
- 5 juillet : Finsbury Park - Londres (Royaume-Uni)
- 6 juillet : Finsbury Park - Londres (Royaume-Uni)
- 7 juillet : Finsbury Park - Londres (Royaume-Uni)
- 10 juillet : Telewest Arena - Newcastle upon Tyne (Royaume-Uni)
- 11 juillet : Telewest Arena - Newcastle upon Tyne (Royaume-Uni)
- 13 juillet : T In The Park Festival - Kincross (Royaume-Uni)
- 14 juillet : Witnness Festival - Duncan (Irlande)
- 16 juillet : Stadio Comunal - Vicence (Italie)
- 17 juillet : Piazza Napoleone - Lucques (Italie)
- 19 juillet : Gurtenfestival - Berne (Suisse)
- 21 juillet : Calvia Festival Isladencanta - Majorque (Espagne)
- 23 juillet : Plaza De Toros La Glorieta - Salamanque (Espagne)
- 24 juillet : Parque De Castrelos - Vigo (Espagne)
- 26 juillet : Foro Italico Centrale Del Tennis Stadium - Rome (Italie)
- 27 juillet : Foro Italico Centrale Del Tennis Stadium - Rome (Italie)

## Premières dates nord-américaines
- 2 août : Pompano Beach Amphiteater - Ft. Lauderdale (États-Unis)
- 4 août : Hard Rock Live - Orlando FL (États-Unis)
- 5 août : The Tabernacle - Atlanta GA (États-Unis)
- 7 août : Murat Center - Indianapolis IN (États-Unis)
- 9 août : Tower Theater - Philadelphie PA (États-Unis)
- 10 août : Fleet Pavillion - Boston (États-Unis)
- 11 août : Roseland Ballroom - New York NY (États-Unis)
- 13 août : Beacon Theater - New York NY (États-Unis)
- 14 août : Beacon Theater - New York NY (États-Unis)
- 16 août : Molson Center - Montréal (Canada)
- 17 août : Molson Amphitheater - Toronto (Canada)
- 20 août : Chicago Theatre - Chicago IL (États-Unis)
- 21 août : Fox Theater - Détroit MI (États-Unis)

## Premières dates anglaises
- 7 septembre : Prehen Playing Fields - Derry
- 9 septembre : Exhibition And Conference Centre - Aberdeen
- 10 septembre : Exhibition And Conference Centre - Aberdeen
- 12 septembre : Corn Exchange - Édimbourg
- 14 septembre : Lancashire County Cricket Club - Manchester
- 15 septembre : Lancashire County Cricket Club - Manchester
- 17 septembre : Zénith - Paris (France)

## Dates japonaises
- 25 septembre : Yoyogi Taiikukan - Tokyo (Japon)
- 26 septembre : Yoyogi Taiikukan - Tokyo (Japon)
- 28 septembre : Yoyogi Taiikukan - Tokyo (Japon)
- 29 septembre : Yoyogi Taiikukan - Tokyo (Japon)

## Dates sud-asiatiques et australiennes
- 1er octobre : Kokusai Center - Fukuoka (Japon)
- 2 octobre : Castle Hall - Osaka (Japon)
- 3 octobre : Castle Hall - Osaka (Japon)
- 5 octobre : Miyagi-Ken Taiikukan - Sendai (Japon)
- 7 octobre : Sun Plaza - Hiroshima (Japon)
- 8 octobre : Rainbow Hall - Nagoya (Japon)
- 11 octobre : Enmore Theatre - Sydney (Australie)
- 12 octobre : RNA Showgrounds - Brisbane (Australie)
- 14 octobre : Royal Theatre - Canberra (Australie)
- 15 octobre : Civic Theatre - Newcastle (Australie)
- 17 octobre : The Forum - Melbourne (Australie)
- 19 octobre : Melbourne Park - Melbourne (Australie)
- 20 octobre : Moore Park - Sydney (Australie)
- 23 octobre : The Forum - Melbourne (Australie)
- 24 octobre : Araneta Coliseum - Manille (Philippines)
- 26 octobre : Indoor Stadium - Singapour (Singapour)

## Dates européennes
- 10 novembre : Arena - Nottingham (Royaume-Uni)
- 11 novembre : Arena - Nottingham (Royaume-Uni)
- 13 novembre : Braehead Arena - Glasgow (Royaume-Uni)
- 14 novembre : Braehead Arena - Glasgow (Royaume-Uni)
- 16 novembre : Le Zénith - Lille (France)
- 17 novembre : Le Liberté - Rennes (France)
- 19 novembre : Pabellon Wutzburg - Salamanque (Espagne)
- 20 novembre : Pabellon De La Casilla - Bilbao (Espagne)
- 22 novembre : Forum - Milan (Italie)
- 23 novembre : PBA Palas - Pesaro (Italie)
- 25 novembre : Hallenstadion Arena - Zurich (Suisse)
- 28 novembre : Messe B - Stuttgart (Allemagne)
- 29 novembre : Jurhunderthalle - Francfort (Allemagne)

## Dates anglaises, irlandaises et allemandes
- 1er décembre : Zenith - Munich (Allemagne)
- 4 décembre : Philipshalle - Düsseldorf (Allemagne)
- 5 décembre : Pier 2 - Brême (Allemagne)
- 8 décembre : CIA - Cardiff
- 9 décembre : CIA - Cardiff
- 11 décembre : Centre - Brighton
- 12 décembre : Pavilions - Plymouth
- 14 décembre : Arena - Sheffield
- 16 décembre : Royal Court - Liverpool
- 18 décembre : NIA - Birmingham
- 19 décembre : NIA - Birmingham
- 5 mars : The Point Theatre - Dublin
- 6 mars : The Point Theatre - Dublin
- 8 mars : Color Line Arena - Hambourg
- 9 mars : Philips Halle - Düsseldorf
- 11 mars : Kulturhalle - Munich
- 12 mars : Treptow Arena - Berlin

## Dates annulées
- 7 août : Murat Shrine -  Indianapolis
- 8 août : Tower Theatre - Philadelphie
- 10 août : Fleet Pavilion - Boston
- 24 octobre : Araneta Coliseum - Manille
- 5 décembre : Pier 2 - Brême

## Dates reportées
- 1er décembre 2002 : Kulturhalle - Munich   reportée au 11 mars 2003
- 2 décembre 2002 : Color Line Arena - Hambourg  reportée au 8 mars 2003
- 4 décembre 2002 : Philips Halle - Düsseldorf  reportée au 9 mars 2003